# Kimura Subaru
Kimura Subaru (木村 昴 (Mộc Thôn Mão)) sinh vào ngày 29 tháng 6 năm 1990 tại Leipzig, Đức là một diễn viên lồng tiếng mang hai dòng máu Nhật-Đức. Anh được biết tới là người lồng tiếng cho nhân vật Jaian trong anime Doraemon từ năm 2005 đến nay.

## Vai lồng tiếng

### Phim truyền hình
- Kamen Rider Revice (2021) - Lồng tiếng cho Vice
- Doubutsu Sentai Zyuohger (2016) - Bowlingam (tập 19–20)
- Uchuu Sentai Kyuranger (2017) - Người dẫn chuyện, giọng thiết bị Seiza Blaster, giọng Ragio (tập 11–12), Dark Blaster (tập 26, 28, 31)
- Mashin Sentai Kiramager (2020) - Lồng tiếng cho Boom Jamen (tập 25–26)

### Kịch truyền hình
- Tanken bakumon - Người dẫn chuyện (2012)

### Anime
2005
- Doraemon - Jaian (Goda Takeshi)

2011
- Mawaru Penguindrum - Kanba Takakura - Chim cánh cụt 1

2012
- Kuroko no Basuke - Papa Mbai Siki
- Code:Breaker - Heike Masaomi

2013
- Gundam Build Fighters - Alan Adams (2013)

2014
- The Kindaichi Case Files R, Kujiraki Daisuke
- Psycho-Pass 2 - Ogino
- Ping Pong: The Animation, Sakuma Manabu
- Black Bullet- Yasuwaki Takuto

2015
- Assassination Classroom - Terasaka Ryōma
- Dance with Devils - Nanashiro Mage

2016
- Sekkō Boys, Sandajima Jiro, Agrippa, Dionysos
- Bubuki Buranki, Arabashiri Sōya
- Assassination Classroom 2nd Season, Terasaka Ryōma
- Kagewani -II-, Honma Jōji
- 91 Days, Strega Galassia
- Haikyū!! Karasuno High School vs Shiratorizawa Academy, Tendō Satori
- Mobile Suit Gundam: Iron-Blooded Orphans, Dayne Uhai
- March Comes in like a Lion, Matsumoto Issa

2017
- Yu-Gi-Oh! VRAINS: Kusanagi Shōichi
- Puri Puri Chiichan!!: Chiteko (tập 24)
- Altair: A Record of Battles, Kurt
- Boruto – Naruto hậu sinh khả úy: Kū

2018
- Zombie Land Saga: Rapper A
- Devilman Crybaby: Gabi
- Zoids Wild: Gyoza

2019
- JoJo's Bizarre Adventure: Golden Wind, Pesci
- RobiHachi: Allo
- Midnight Occult Civil Servants: Gongen Kiyo

ACTORS: Songs Connection, Marume Chiguma
- Carole & Tuesday, Ezekiel

Case File nº221: Kabukicho, Masaya
2020
- Hypnosis Mic: Division Rap Battle: Rhyme Anima, Yamada Ichiro
- Jujutsu Kaisen: Todou Aoi
- Ikebukuro West Gate Park: Hiroto
- Akudama Drive: Hoodlum

2021
- 2.43: Seiin High School Boys Volleyball Team: Okuma Yusuke
- Beastars Season 2: Free
- Dragon Quest -Dai no Daibōken-: Galdandy
- The World Ends With You: The Animation: Daisukenojo Bito
- Tokyo Revengers: Hayashida Haruki
- Re-main: Jōjima Jō
- One Piece: Buggy (hồi nhỏ)

### Anime điện ảnh
- Doraemon: Chú khủng long của Nobita 2006 - Jaian (Goda Takeshi) (2006)
- Furusato Japan - Abe Gonji (2007)
- Doraemon: Tân Nobita và chuyến phiêu lưu vào xứ quỷ - Jaian (Goda Takeshi) (2007)
- Doraemon: Nobita và người khổng lồ xanh - Jaian (Goda Takeshi) (2008)
- Doraemon: Tân Nobita và lịch sử khai phá vũ trụ - Jaian (Goda Takeshi) (2009)
- Doraemon: Nobita và cuộc đại thủy chiến ở xứ sở người cá - Jaian (Goda Takeshi) (2010)
- Doraemon: Tân Nobita và binh đoàn người sắt - Đôi cánh Thiên thần - Jaian (Goda Takeshi) (2011)
- Doraemon: Nobita và hòn đảo diệu kì - Hành trình muông thú - Jaian (Goda Takeshi) (2012)
- Doraemon: Nobita và viện bảo tàng bảo bối - Jaian (Goda Takeshi) (2013)
- Doraemon: Tân Nobita thám hiểm vùng đất mới - Peko và 5 nhà thám hiểm - Jaian (Goda Takeshi) (2014)

### Video Games
- Kingdom Hearts 3D: Dream Drop Distance - Bitou Daisukenojou (2012)
- Subarashiki Kono Sekai - Bitou Daisukenojou (2007)